# Robarts Library
Die Robarts Library (offiziell: John P. Robarts Research Library) ist eine 1973 eröffnete Bibliothek im kanadischen Toronto. Sie ist auf die Bereiche Humanities und Sozialwissenschaften spezialisiert und Teil des zur University of Toronto gehörenden Verbundes University of Toronto Libraries. Die nach dem ehemaligen Premierminister von Ontario John Robarts benannte Bibliothek verfügt über mehr als 4,8 Millionen Bücher, 4,1 Millionen Mikrofilme und 740.000 weitere Medien. Der Bibliotheksbau wird dem Baustil des Brutalismus zugeordnet und zählt zu dessen wichtigsten Beispielen in Nordamerika.

## Lage
Die Robarts-Bibliothek befindet sich im Nordwesten des 71 Hektar großen Universitätsgeländes der University of Toronto, etwa 2 Kilometer nördlich vom Financial District. Sie liegt westlich des Massey College und des Back Campus sowie südlich des Bata Shoe Museum. Der Gebäudekomplex der Bibliothek befindet sich auf einem fast rechteckigen, mit Bäumen bestandenen Grundstück, das an allen vier Seiten von Straßen begrenzt wird.

## Beschreibung

### Bestand und Nutzung
Die Bibliothek sollte ursprünglich nur Postgraduierten zur Verfügung stehen. Allerdings wurde sie nach Protesten von Grundstudierenden dann für alle Studierenden zugänglich gemacht. Planungen sahen vor, ein spezielles Beförderungssystem für Bücher einzurichten, das den Bibliotheksmitarbeitern ermöglicht hätte, Bücher zum Ausleiheschalter zu leiten. Nachdem die Bibliothek für alle Studenten geöffnet wurde, sah man sich gezwungen, auf die Einrichtung dieses Systems zu verzichten. Die teilweise fertiggestellten Bahnen für die Förderbänder sind heute noch oberhalb der Bücherregale zu sehen.

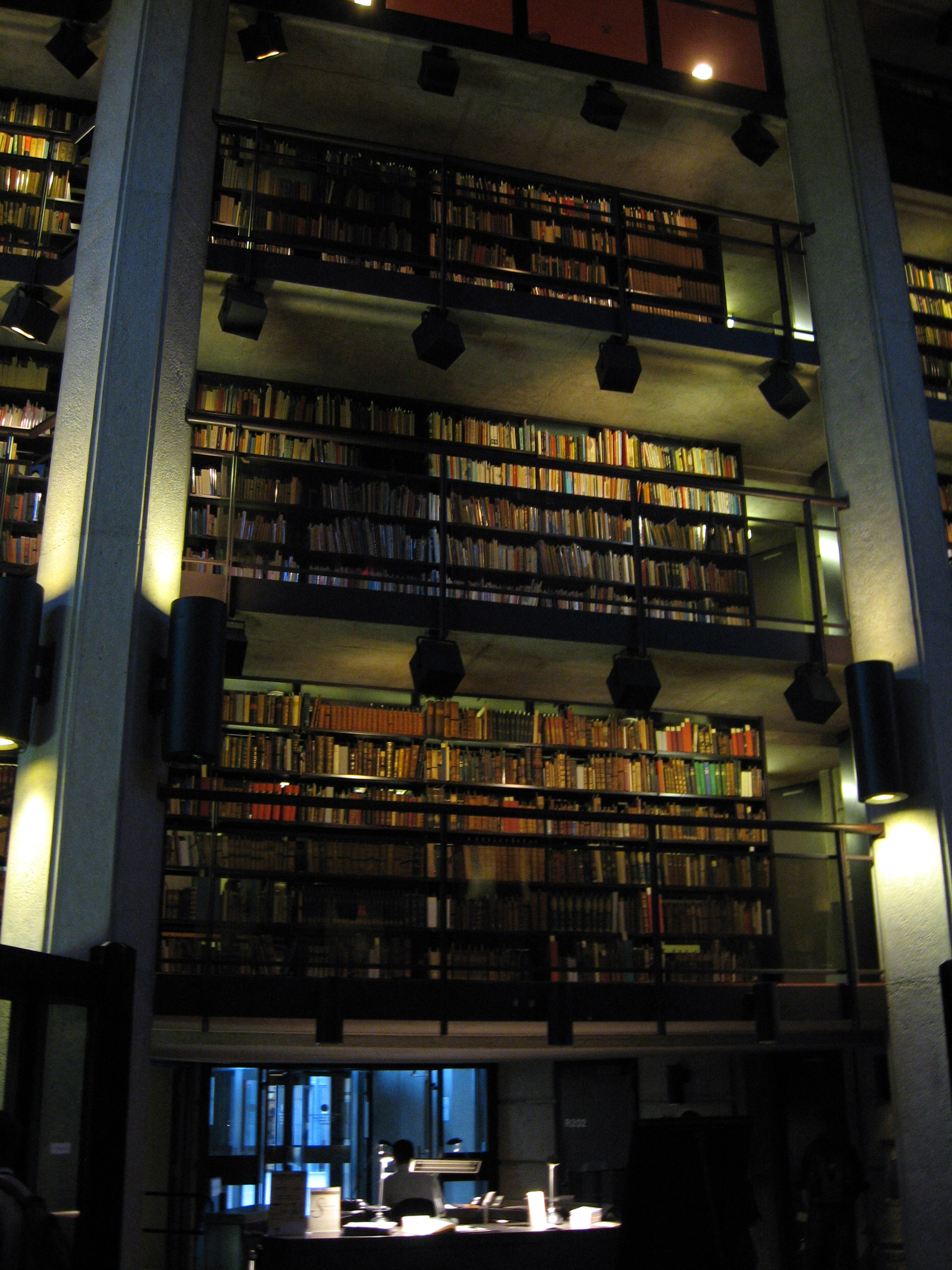
Thomas Fisher Rare Book Library

Die Robarts Library beherbergt im achten Stock die Cheng Yu Tung East Asian Library, welche über 400.000 Medien in chinesischer, japanischer und koreanischer Sprache bereithält. Der Bestand der asiatischen Bibliothek geht auf das Jahr 1933 zurück, sein Bestand war ursprünglich in Peking aufgenommen worden und kam erst im Juni 1935 nach Toronto. Darüber hinaus befindet sich in der Bibliothek das Projekt Dictionary of Old English, welches das Vokabular der ersten sechs Jahrhunderte festlegt. Es ergänzt die Standardwerke Middle English Dictionary, welches den Bereich von 1100 bis 1500 abdeckt, sowie das Oxford English Dictionary. Alle drei Werke beschreiben vollständig das Vokabular der englischen Sprache. Im ersten Stockwerk beherbergt die Robarts Library eine Kartensammlung mit insgesamt über 125.000 Karten und 67.000 Luftbildern.
Neben einer reichen Sammlung bietet die Bibliothek während der Vorlesungszeit an Werktagen einen 24-stündig geöffneten Lesesaal. Ein spezieller Computerraum im ersten Stockwerk bietet den Studenten neben einem Internetzugang auch die Möglichkeit, auf Drucker, Scanner und weitere audiovisuelle Geräte zuzugreifen. In der siebten Etage befindet sich das Zentrum für Textdigitalisierung, welches die Beiträge der Universität für das Onlinearchiv aufbereitet; es ist auch dem Projekt von Internet Archive angegliedert.
In einem Teil des dreigliedrigen Bibliotheksbaus ist die Thomas Fisher Rare Book Library ansässig, welche die größte Sammlung von öffentlich zugänglichen seltenen Büchern und Handschriften ist. Zur Sammlung gehören unter anderem die Schedelsche Weltchronik von 1493, Shakespeares Folio aus dem Jahr 1623, Newtons Principia Mathematica von 1687 und 36 altägyptische fragmentarisch erhaltene Papyrusmanuskripte. Seit 1997 beherbergt die Rare Book Library eine Sammlung von privaten Aufzeichnungen, Fotografien und Manuskripten des Schriftstellers Lewis Carroll.

### Bauwerksbeschreibung und Architektur

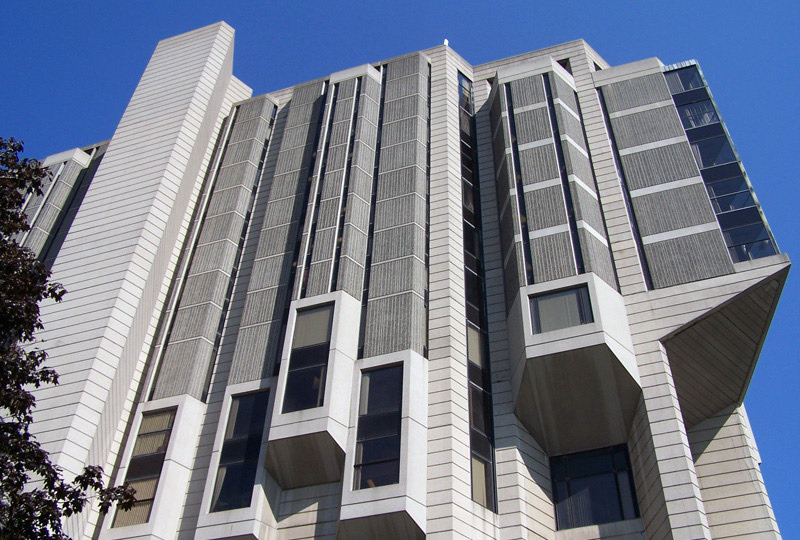
Fassade der Robarts Library

Das Gebäude der Robarts Library gliedert sich in drei Einheiten. Aus der Mitte der nach Süden und nach Norden gewandten Seite befinden sich jeweils zwei Anbauten, wo sich die Rare Book Library bzw. die School of Library Science befindet. Der Bau besteht aus Stahlbeton, ist 14 Obergeschosse hoch, hat zwei Kellergeschosse und eine dreieckige Grundform. Die Kantenlänge des gleichseitigen Dreiecke misst 100,6 Meter. Das Haus bietet insgesamt 96.244 Quadratmeter Nutzfläche, davon entfallen 6503 Quadratmeter auf die Thomas Fischer Rare Books Library, 9476 Quadratmeter auf das Information Science Building und 80.265 Quadratmeter auf die Robarts Library selbst. Für das Bauwerk wurde hauptsächlich Stahlbeton – insgesamt über 76.450 Kubikmeter – verwendet. Die Mauern des massiven Gebäudes sind etwa 30 Zentimeter dick.
In den Kellergeschossen befindet sich neben Technikräumen auch ein Bücherarchiv, welches bis zu zwei Millionen Bände aufnehmen kann. Im ersten Stock sind neben dem Empfangsbereich ein Kartenraum, ein großer Lesesaal und einige Arbeitsnischen, von denen es im ganzen Gebäude verteilt fast 1000 gibt. Der Eingangsbereich befindet sich im zweiten Stock, wo auch eine Cafeteria, Verwaltungsbüros, Ausstellungsfläche und eine Garderobe untergebracht sind. Im dritten Obergeschoss sind weitere Arbeitsnischen untergebracht sowie der Leseraum für das Mikrofilmarchiv und ein Kopierservice. Die Rolltreppe fährt nur bis zum vierten Stockwerk, in dem sich neben der Ausleihe die Hauptkataloge und ein Leseraum für Zeitschriften befinden. Von hier aus hat man über ein Mezzanin auch eine direkte Verbindung zur Rare Book Library. Staatliche Publikationen werden im fünften Stock geführt. Im sechsten und siebten sowie im Ostflügel des achten Obergeschosses befinden sich die Verwaltungsbüros, Arbeits- und Technikräume. Die Geschosse 9 bis 13 sind nur für einen berechtigten Personenkreis über Aufzüge aus dem vierten Stock zugänglich. Jedes Stockwerk verfügt über Regale für bis zu 400.000 Bücher.

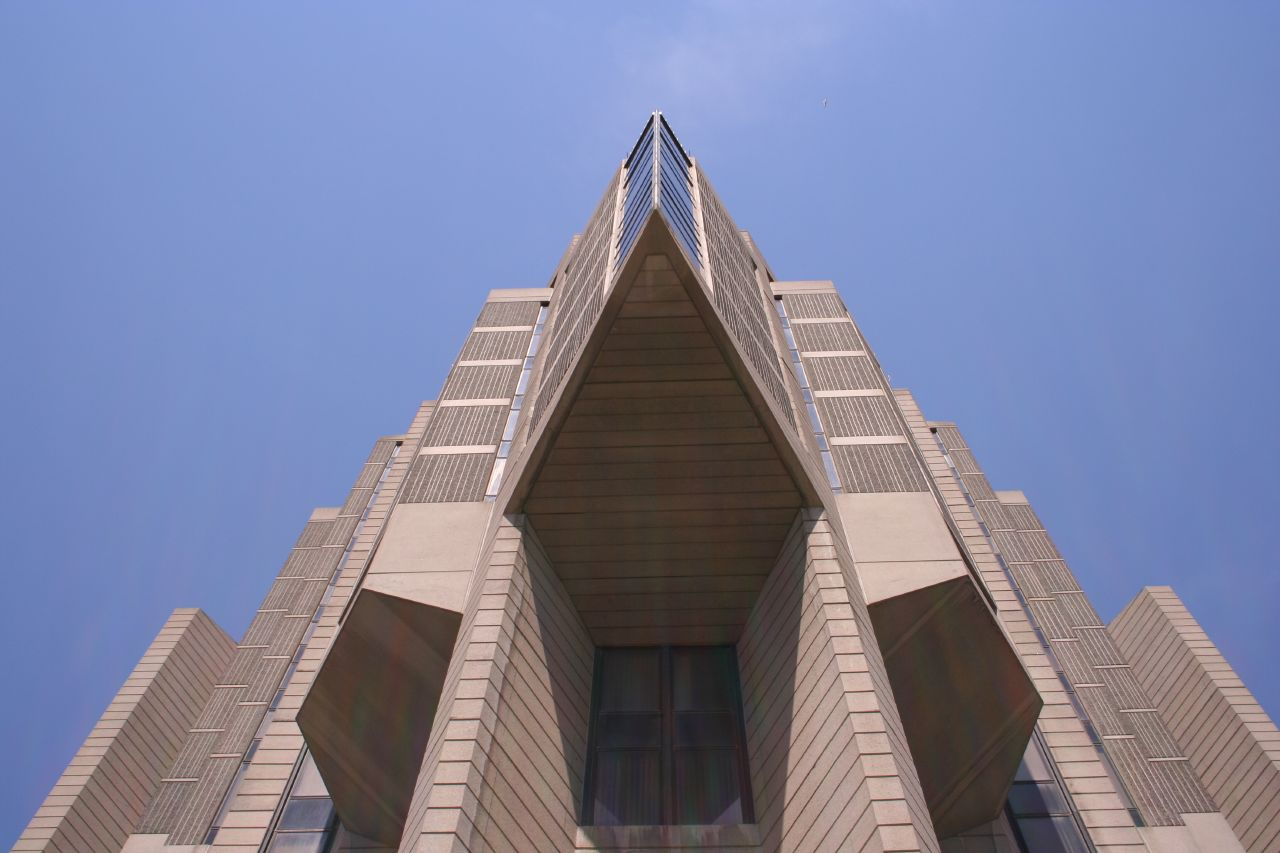
Detailansicht

Das Bauwerk wurde von den New Yorker Architekten Warner, Burns, Toan & Lunde zusammen mit dem kanadischen Büro Mathers & Haldenby entworfen. Die ersten Entwürfe gehen auf das Jahr 1960 zurück. Nachdem der Bau 1966 bewilligt worden war, dauerten die Arbeiten daran vier Jahre und neun Monate. Im Juli 1973 waren die Arbeiten abgeschlossen und Ende des Monats wurde das Bauwerk seiner Bestimmung übergeben. Die Kosten zur Entstehung der Bibliothek beliefen sich auf annähernd 41,7 Millionen kanadische Dollar, was 2006 einem Gegenwert von rund 185,9 Millionen entsprach.
Das Bibliotheksgebäude zeichnet sich dadurch aus, dass es nach außen keine Rundungen und keine rechten Winkel aufweist. Die teilweise mehrfach ineinander verwinkelten Linien und auskragenden Elemente lassen das Bauwerk je nach Blickwinkel wie ein Truthuhn aussehen. Es gilt mit seiner typischen Sichtbeton-Fassade als eines der bedeutendsten Bauwerke des Brutalismus in Nordamerika. Die ersten beiden Stockwerke verfügen über fast keine Fenster. Das Licht wird ins Gebäude durch Lichtschächte und schmale, vertikale Fenster geleitet. Das dominante Bauwerk ist nicht unumstritten und der für manche als massiv wirkende Betonklotz stößt nach einer Umfrage sogar bei einem Drittel der Architekturstudenten auf Ablehnung. Der kanadische Architekt Ronald Thom bezeichnete das Bauwerk gar als „arrogant und falsch“. Der wuchtige, fast festungsartige Bau brachte der Bibliothek daher auch den Spitznamen „Fort Book“ ein.

## Medien und Kultur
Die Robarts Library trat in der Episode The One Where Joey Speaks French der Sitcom Friends in Erscheinung. Die Außenseite der Bibliothek wird in einer Szene kurz gezeigt und sollte ein New Yorker Krankenhaus darstellen, wo Rachel – von Jennifer Aniston gespielt – ihren Vater besucht. Das Bauwerk sah man als riesiges Gefängnisgebäude auch in der Episode El Sid der Science-Fiction-Serie Sliders – Das Tor in eine fremde Dimension, welche in einem alternativen San Francisco spielt.
Umberto Eco verbrachte bei der Erstellung seines Romans Der Name der Rose einen Großteil seiner Zeit in der Robarts Library. Wegen starker Ähnlichkeiten diente die Bibliothek in Toronto offenbar teilweise als Vorbild für das Treppenhaus der geheimen Bibliothek im Roman.